# Кудрик Костянтин Ярославович
Костянтин Ярославович Кудрик (нар. 3 жовтня 1970, Львів) — український дипломат. Генеральний консул України в Чикаго (США) (2008—2012).

## Біографія
Народився 3 жовтня 1970 року у Львові. У 1996 році закінчив Львівський державний університет ім. І.Франка, юридичний факультет.
З січня 1997 року на дипломатичній службі у Договірно-правовому управлінні Міністерства закордонних справ України.
З 1999 по 2002 рр. — працював у Вашингтоні в Посольстві України у США на посадах третього, другого, першого секретаря, віце-консула, консула.
У 2002 році призначений на посаду консула та відряджений у Сан-Франциско започаткувати нову консульську установу на західному узбережжі США. В грудні 2003 року повернувся на Батьківщину і працював у центральному апараті Міністерства закордонних справ України до червня 2005 року. Пізніше працював у приватних структурах, зокрема в консорціумі «Індустріальна група», що відноситься до корпорації «Індустріальна Спілка Донбасу».
З березня 2007 року по грудень 2008 року працював у Секретаріаті Президента України в головній службі зовнішньої політики.
З 26 грудня 2008 по серпень 2012 рр. — Генеральний консул України в Чикаго (США).
Має Третій ранг державного службовця (2008); дипломатичний ранг Надзвичайного і Повноважного Посланника першого класу (2010).